# Kuntaramanahalli, Gubbi
Kuntaramanahalli là một làng thuộc tehsil Gubbi, huyện Tumkur, bang Karnataka, Ấn Độ.